# Joachim Meischner
Joachim Meischner (ur. 13 sierpnia 1946 w Zwönitz) – niemiecki biathlonista reprezentujący NRD, brązowy medalista olimpijski.

## Kariera
Największy sukces w karierze osiągnął w 1972 roku kiedy na igrzyskach olimpijskich w Sapporo wywalczył brązowy medal w sztafecie biathlonowej. Oprócz niego w składzie sztafety wystąpili Hansjörg Knauthe, Dieter Speer i Horst Koschka. Nie wystąpił w biegu indywidualnym, start w sztafecie był jego jedynym występem olimpijskim. W tej samej konkurencji zdobył też brązowy medal podczas mistrzostw świata juniorów w Altenbergu w 1967 roku. Nigdy nie wystartował na mistrzostwach świata.
W mistrzostwach NRD zdobył trzy medale złote (w sztafecie) oraz dwa brązowe (w sztafecie oraz w biegu indywidualnym).

## Osiągnięcia

### Igrzyska olimpijskie
| Rok  | Miejscowość | Konkurencje | Konkurencje | Konkurencje | Konkurencje | Konkurencje | Konkurencje | Konkurencje |
| Rok  | Miejscowość | IN          | SP          | PU          | MS          | RL          | MR          | SR          |
| ---- | ----------- | ----------- | ----------- | ----------- | ----------- | ----------- | ----------- | ----------- |
| 1972 | Sapporo     | –           | nd.         | nd.         | nd.         | 3.          | nd.         | –           |